# Wahlbezirk Schlesien 15
Der Wahlbezirk Schlesien 15 war ein Wahlkreis für die Wahlen zum Abgeordnetenhaus im österreichischen Kronland Schlesien. Der Wahlbezirk wurde 1907 mit der Einführung der Reichsratswahlordnung geschaffen und bestand bis zum Zusammenbruch der Habsburgermonarchie.

## Geschichte
Nachdem der Reichsrat im Herbst 1906 das allgemeine, gleiche, geheime und direkte Männerwahlrecht beschlossen hatte, wurde mit 26. Jänner 1907 die große Wahlrechtsreform durch Sanktionierung von Kaiser Franz Joseph I. gültig. Mit der neuen Reichsratswahlordnung schuf man insgesamt 416 Wahlbezirke, wobei mit Ausnahme Galiziens in jedem Wahlbezirk ein Abgeordneter im Zuge der Reichsratswahl gewählt wurde. Der Abgeordnete musste sich dabei im ersten Wahlgang oder in einer Stichwahl mit absoluter Mehrheit durchsetzen. Der Wahlkreis Schlesien 15 umfasste die hochindustrialisierte Gerichtsbezirke Freistadt  und Oderberg, ohne fünf Gemeinden des Wahlbezirks Schlesien 6 (Schönichl, Dombrau, Karwin, Lazy, Orlau) sowie zwei Gemeinden des Wahlbezirks Schlesien 4 (Oderberg und Freistadt).
Aus der Reichsratswahl 1907 ging der polnische Sozialdemokrat Tadeusz Reger als Sieger hervor. Er verzichtete jedoch noch im selben Jahr und wurde durch seinen Parteikollegen Ignacy Daszyński ersetzt. Bei der Reichsratswahl 1911 setzte sich erneut Tadeusz Reger durch. Seine Gegner waren u. a. Franciszek Halfar, als in Einklang zugebrachter Kandidat des polnischen Bunds der schlesischen Katholiken und mehr evangelischen geprägt PSN (Polskie Stronnictwo Narodowe), aber auch mit einer kuriosen Unterstützung der deutschen Liberaler (örtlich bis 1909 unter der Leitung vom Pastor Theodor Haase). Franciszek Friedel war der Kandidat und der Hauptideologe der sogenannten freistädter Radikaler. Im Jahr 1911 der dritte Gegner war Gardawski (Tschechische autonomistische Sozialdemokraten), der in keiner Gemeinde gewann (hat aber etwa 30 % in Petřvald, Rychvald, Vrbice und Záblatí).

## Wahlergebnisse

### Reichsratswahl 1907

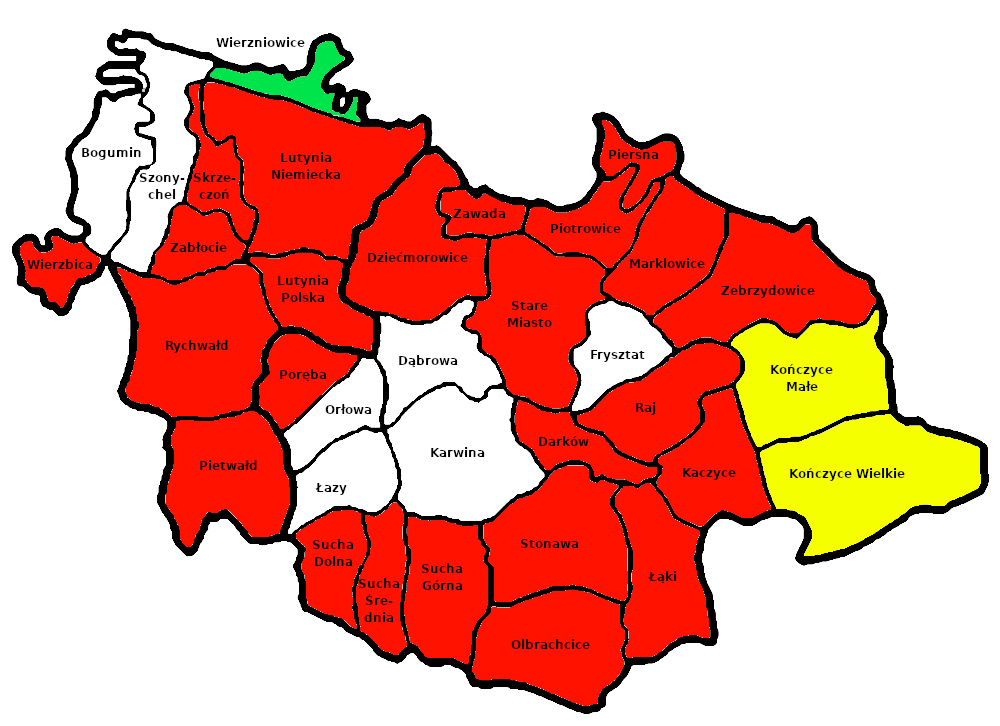
Reichsratswahl 1907:
Reger
Halfar
Friedel

Die Reichsratswahl 1907 wurde am 14. Mai 1907 (erster Wahlgang) durchgeführt. Die Stichwahl entfiel auf Grund der absoluten Mehrheit für Tadeusz Reger im ersten Wahlgang.
| Kandidat                                                                     | Partei                     | Wahlkreisstimmen | Prozent |
| ---------------------------------------------------------------------------- | -------------------------- | ---------------- | ------- |
| Tadeusz Reger                                                                | Polnische Sozialdemokraten | 6901             | 72,8 %  |
| Franz (Franciszek) Halfar                                                    | Polnische Agrarier         | 1725             | 18,2 %  |
| Franz (Franciszek) Friedel                                                   | Polnische Nationalpartei   | 825              | 8,7 %   |
|                                                                              | Sonstige Parteien          | 33               | 0,3 %   |
| Wahlberechtigte: 9842, Ungültige/Leere Stimmen: 40, Wahlbeteiligung: 996,8 % |                            |                  |         |

### Reichsratsergänzungswahl 1907
Nachdem Tadeusz Reger zu Gunsten des im Wahlbezirk Krakau gescheiterten Sozialdemokraten Ignacy Daszyński zurückgetreten war, wurde am 16. Dezember 1911 die Reichsratsergänzungswahl durchgeführt. Daszyński erreichte dabei bereits im ersten Wahlgang eine absolute Mehrheit.
| Kandidat                                                                 | Partei                          | Wahlkreisstimmen | Prozent |
| ------------------------------------------------------------------------ | ------------------------------- | ---------------- | ------- |
| Ignacy Daszyński                                                         | Polnische Sozialdemokraten      | 6246             | ?       |
| Bura                                                                     | Tschechische Christlich-Soziale | 2274             | ?       |
|                                                                          | Sonstige Parteien               |                  |         |
| Wahlberechtigte: 10807, Ungültige/Leere Stimmen: ?, Wahlbeteiligung: ? % |                                 |                  |         |

### Reichsratswahl 1911

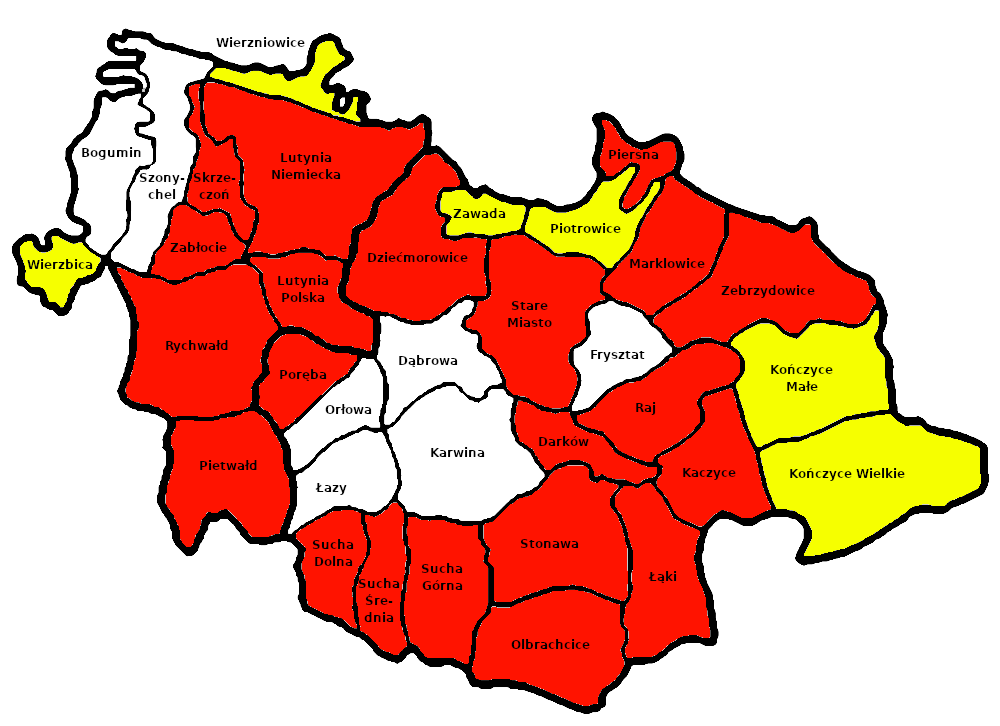
Reichsratswahl 1911:
Reger
Halfar

Die Reichsratswahl 1911 wurde am 13. Juni 1911 (erster Wahlgang) durchgeführt. Die Stichwahl entfiel auf Grund der absoluten Mehrheit für Tadeusz Reger im ersten Wahlgang.
| Kandidat                                                                      | Partei                                        | Wahlkreisstimmen | Prozent |
| ----------------------------------------------------------------------------- | --------------------------------------------- | ---------------- | ------- |
| Tadeusz Reger                                                                 | Polnische Sozialdemokraten                    | 6231             | 61,4 %  |
| Franz (Franciszek) Halfar                                                     | Polnische Volkspartei                         | 2828             | 27,9 %  |
| Gardowski                                                                     | Tschechische autonomistische Sozialdemokraten | 997              | 9,8 %   |
|                                                                               | Sonstige Parteien                             | 94               | 0,9 %   |
| Wahlberechtigte: 10807, Ungültige/Leere Stimmen: 108, Wahlbeteiligung: 94,9 % |                                               |                  |         |